# جيمي فيرغسون (مغني)
جيمي فيرغسون (بالإنجليزية: Jimmy Ferguson)‏ هو مغني كندي وبريطاني، ولد في 26 فبراير 1940، وتوفي في 8 أكتوبر 1997.

## وصلات خارجية
- جيمي فيرغسون على موقع ميوزك برينز (الإنجليزية)
- جيمي فيرغسون على موقع ديسكوغز (الإنجليزية)